# Mayday (фестиваль)
Mayday (МФА [ˈmeiˌdei]) — ежегодный музыкальный фестиваль (техно-рейв), проводящийся в Санкт-Петербурге и Минске. Первый фестиваль прошел в Санкт-Петербурге в 2002 году.
Организаторы в России (с 2010 года) — I-Motion GmbH (Мюльхайм-Керлих) и «Радио Рекорд» (Санкт-Петербург) через свою event-компанию «Росдэнс».
В Минске фестиваль проводится с 2011 года на Минск-Арене. Организатором является промогруппа Jetsounds (Белоруссия).

## История
Фестиваль Mayday был впервые проведён в Берлине в 1991 году. В 2000 году формат проведения фестиваля был впервые экспортирован за пределы Германии — в Польшу, где Mayday проводится ежегодно в Катовице. 9 мая 2002 года в Санкт-Петербурге состоялся первый в России Mayday, который посетили около 10 000 человек. В 2008 году произошёл ряд изменений, связанных с организаторами и местом проведения фестиваля. В 2010 году Mayday был впервые проведён в Москве.

## Особенности
Российский Mayday отличается представительным составом техно-диджеев и музыкантов, качественным звуком и визуальными эффектами.